# John J. O'Connor
Pour les articles homonymes, voir John O'Connor.
John Joseph O'Connor, né le 31 juillet 1945 à St Andrews au Royaume-Uni, est un mathématicien britannique, professeur  à l'université de St Andrews.
Il obtient son doctorat à l'université d'Oxford en 1975 avec une thèse intitulée Stable Equivariant Homotopy Theory sous la direction de Graeme Bryce Segal.
Il est l'un des créateurs du MacTutor History of Mathematics archive avec Edmund Robertson. 